# Asterix en de knallende ketel
Asterix en de knallende ketel (originele titel: Astérix et le Coup du menhir, Belgische titel: Asterix en de menhirtreffer) is een Frans-Duitse film uit 1989 gebaseerd op de Asterix-stripreeks. De film is geregisseerd door Philippe Grimond.

## Verhaal
De Romeinen proberen Panoramix, de druïde van de Galliërs, te vangen omdat zonder hem de Galliërs geen toverdrank meer hebben. Obelix komt Panoramix te hulp, maar maakt de situatie alleen maar erger wanneer hij per ongeluk een menhir op Panoramix’ hoofd gooit. Hierdoor verliest Panoramix zijn geheugen en draait volledig door.
Het nieuws over wat er met Panoramix is gebeurd komt als een schok voor de Galliërs. Die nacht breekt er een hevig onweer los en de Galliërs zoeken allemaal schuil in de hut van Heroïx. Een vreemde man komt plotseling de hut binnen, stelt zich voor als Xynix, en beweert een ziener te zijn. Hij weet de bijgelovige Galliërs al snel te overtuigen van zijn “bovenmenselijke gave”. Nadat de storm voorbij is, vestigt hij zich in het bos waar de dorpelingen hem geregeld opzoeken.
Asterix en Heroïx proberen wanhopig Panoramix zijn geheugen terug te geven. Zo proberen ze hem onder andere de toverdrank te laten maken, maar Panoramix maakt enkel explosieve mengsels. De Romeinen horen de ontploffingen en sturen een gecamoufleerde spion naar het Gallische dorp om te zien wat er gaande is. De spion wordt gevangen en gebruikt als proefkonijn voor Panoramix’ drankjes. Met alle gevolgen van dien: hij verandert een aantal maal van kleur, wordt een levende drilboor en een menselijke racewagen, krimpt tot het formaat van een zandkorrel en wordt een levende ballon, en wordt op het einde gewichtsloos. Uiteindelijk weet hij terug te keren in het Romeinse kamp, en de situatie uit te leggen, waarbij het effect niet over lijkt te gaan.
De Romeinen sturen meteen een patrouille naar het Gallische dorp, maar deze patrouille keert al snel weer terug met de Ziener, die ze in het bos hebben gevonden. De centurio laat zich eveneens al snel overtuigen van de “gave” van deze ziener, en besluit hem in te zetten om de Galliërs te verjagen. Xynix keert terug naar het Gallische dorp en voorspelt de dorpelingen een groot onheil dat hen boven het hoofd hangt. Op Asterix, Obelix en Panoramix na vluchten alle Galliërs naar een eiland en de Romeinen nemen het dorp over.
Panoramix brouwt per ongeluk een drankje dat een enorme stankgolf veroorzaakt. De stank verdrijft de Romeinen weer uit het dorp. De Romeinen zijn nu allemaal overtuigd dat de ziener echt de toekomst kan zien aangezien de stank aansluit bij zijn voorspelling van een plaag die het dorp zou treffen. Panoramix drinkt wat van het stinkende drankje, en tot ieders vreugde geneest de drank hem, wanneer een tweede menhir bovenop hem belandt. Echter zonder gevolgen, want Panoramix heeft enkel een flinke kater.
Panoramix maakt snel wat toverdrank en haalt de andere Galliërs terug. Samen vallen ze het Romeinse kamp aan om te bewijzen dat Xynix een bedrieger is. De ziener zelf krijgt bij de aanval een menhir van Obelix op zijn hoofd. De Romeinse centurio wordt achteraf gedegradeerd, en het leven in het Gallische dorp is weer zoals vanouds.

## Rolverdeling

### Originele, Franse stemmen
| Acteur           | Personage |
| ---------------- | --------- |
| Roger Carel      | Asterix   |
| Pierre Tornade   | Obelix    |
| Henri Labussière | Panoramix |
| Roger Lumont     | Centurio  |
| Patrick Préjean  | Optio     |
| Julien Guiomar   | Ziener    |

### Engelse stemmen (UK)
| Acteur            | Personage       |
| ----------------- | --------------- |
| Bill Odie         | Asterix         |
| Bernard Bresslaw  | Obelix          |
| Peter Hawkins     | Panoramix       |
| Brian Blessed     | Centurio        |
| Douglas Blackwell | Abraracourix    |
| Michael Elphick   | Optio           |
| Tim Brooke-Taylor | Assurancetourix |
| Ron Moody         | Ziener          |
| Shelia Hancock    | Bellefleur      |

### Engelse stemmen (US)
| Acteur        | Personage       |
| ------------- | --------------- |
| Henry Winkler | Asterix         |
| Rosey Grier   | Obelix          |
| Danny Mann    | Panoramix       |
| Ed Gilbert    | Centurio        |
| Greg Burson   | Abraracourix    |
| Danny Mann    | Optio           |
| Greg Burson   | Assurancetourix |
| Bill Martin   | Ziener          |
| Lucille Bliss | Bellefleur      |

### Nederlandse stemmen
| Acteur               | Personage       |
| -------------------- | --------------- |
| Arnold Gelderman     | Asterix         |
| Marco Bakker         | Obelix          |
| Paul van Gorcum      | Panoramix       |
| Jérôme Reehuis       | Centurio        |
| Huib Broos           | Abraracourix    |
| Stan Limburg         | Optio           |
| Fred Butter          | Assurancetourix |
| Rein Edzard de Vries | Ziener          |
| Leontien Ceulemans   | Bellefleur      |

## Achtergrond
- Net als Asterix contra Caesar bevat deze film plotelementen uit twee strips. Het grootste deel van de film is gebaseerd op het stripboek De ziener, maar het geheugenverlies van Panoramix is afkomstig uit De strijd van de stamhoofden.
- De ziener wordt in de strip vrijgelaten en zweert zijn praktijken af te zweren. In de film belandt hij onder een menhir, net als Nogalfix in De strijd van de stamhoofden.
- De Romein die als proefkonijn wordt gebombardeerd heeft het veel harder te verduren in de film dan in de strip, in die zin dat hij een levende drilboor wordt, supersnel kan lopen, opzwelt tot enorme proporties (en leegloopt als een ballon), verandert in een leeuw, minuscuul klein wordt en door een regenworm na wordt gezeten, alvorens net als in de strip gewichtloos te worden. In de film is het effect blijvend en vliegt de Romein aan het einde weg. In de strip De strijd van de stamhoofden werkt het drankje uit en valt hij terug neer op aarde in het Romeinse kamp. In de strip zijn de effecten van de toverdrank kleurrijk maar minder dramatisch.
- De Romeinse centurio is dezelfde als in de film Asterix en de Britten, maar heeft nu een Italiaanse tongval.
- De scène waarin de Romeinse centurio met bad en al uit zijn tent wordt gedragen is een verwijzing naar een gelijkaardige scène in de stripversie van Asterix en de Olympische Spelen. Daar zijn het Heroïx en een andere centurio die elk audiëntie verlenen en daarbij zich presenteren terwijl ze in bad zitten.